# Guerxom
|  | No s'ha de confondre amb Guerxon. |

A l'Antic Testament, Guerxom (en hebreu גֵּרְשֹׁם בן-מֹשֶׁה Gērəšōm ben Móše) va ser el primogènit del profeta Moisès i la seva esposa Sèfora, la més gran de les set filles de Jetró.
El seu pare Moisès era príncep d'Egipte però es va haver d'exiliar i va anar a viure amb els madianites. Allà es va instal·lar a casa del sacerdot Jetró qui li va concedir la mà de la seva filla Sèfora. Un temps més tard va néixer Guerxom.
Quan el seu pare comptava vuitanta anys, Guerxom l'acompanyà de nou a Egipte. Durant el camí, la seva mare el va circumcidar i, un cop al país del Nil, veié com Moisès es convertia en el cap d'Israel i aconseguia alliberar tot el poble de l'esclavatge.
Quan els israelites van començar el seu èxode pel desert, Guerxom va retornar a casa del seu avi Jetró. Anys més tard, Guerxom, el seu avi Jetró, la seva mare Sèfora i el seu germà Elièzer van visitar Moisès, que aquells dies estava acampat al peu del Mont Sinaí.
Guerxom va tenir almenys dos fills:
- Xebuel
- Jehonatan. Els seus descendents van ser sacerdots de la tribu de Dan en temps dels jutges d'Israel i fins a la deportació a Babilònia.[4]